# Bartošovice
Bartošovice (en allemand : Partschendorf) est une commune du district de Nový Jičín, dans la région de Moravie-Silésie, en République tchèque. Sa population s'élevait à 1 735 habitants en 2021.

## Géographie
Bartošovice se trouve à 9 km au nord-est de Nový Jičín, à 23 km au sud-ouest d'Ostrava et à 264 km à l'est-sud-est de Prague.
La commune est limitée par l'Oder et la commune de Pustějov au nord, par Albrechtičky et Sedlnice à l'est, par Libhošť et Šenov u Nového Jičína au sud, par Kunín à l'ouest et par Hladké Životice au nord-ouest.

## Histoire
La première mention écrite du village date de 1383.

## Patrimoine

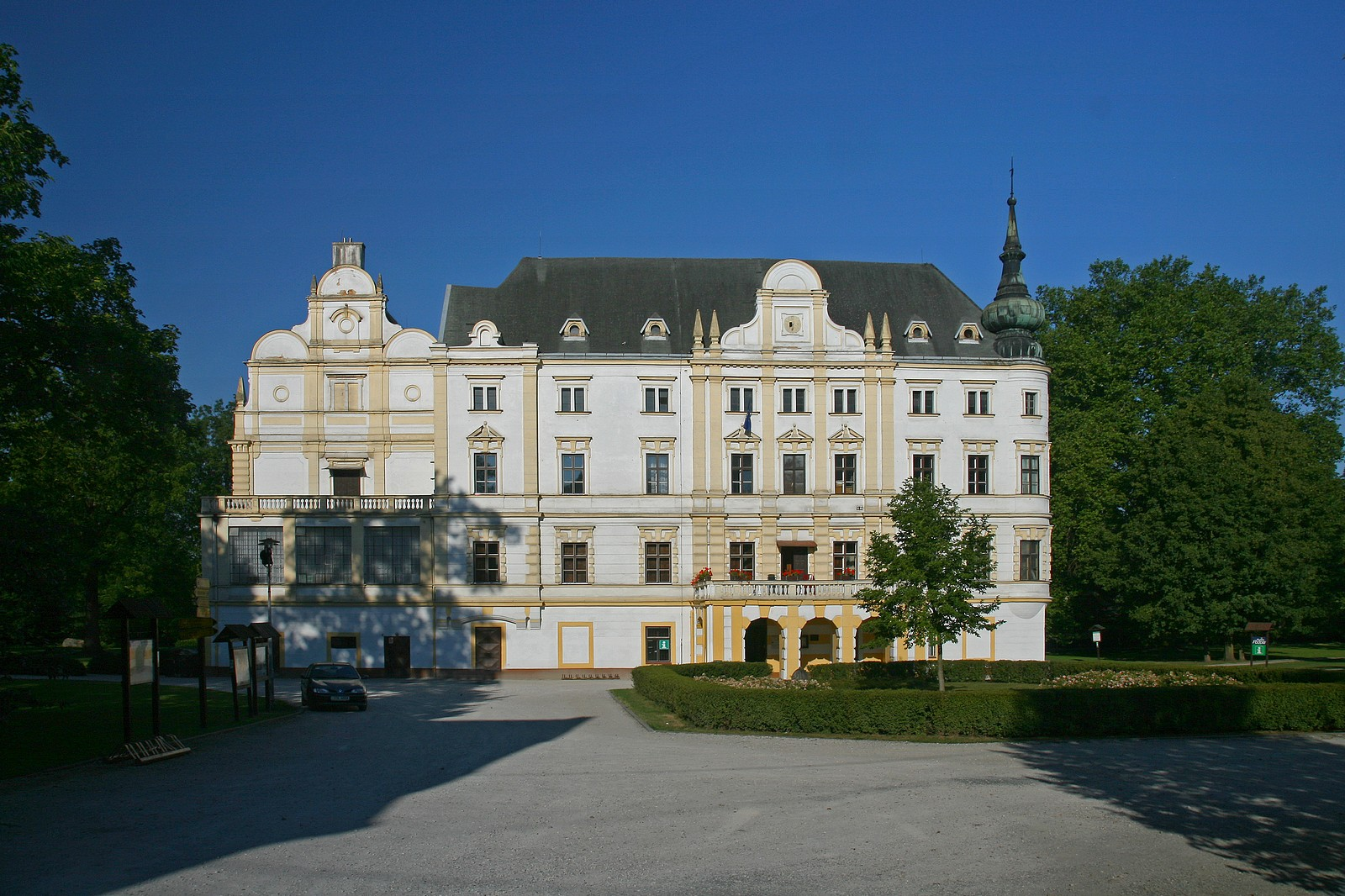
Château de Bartošovice : la façade.
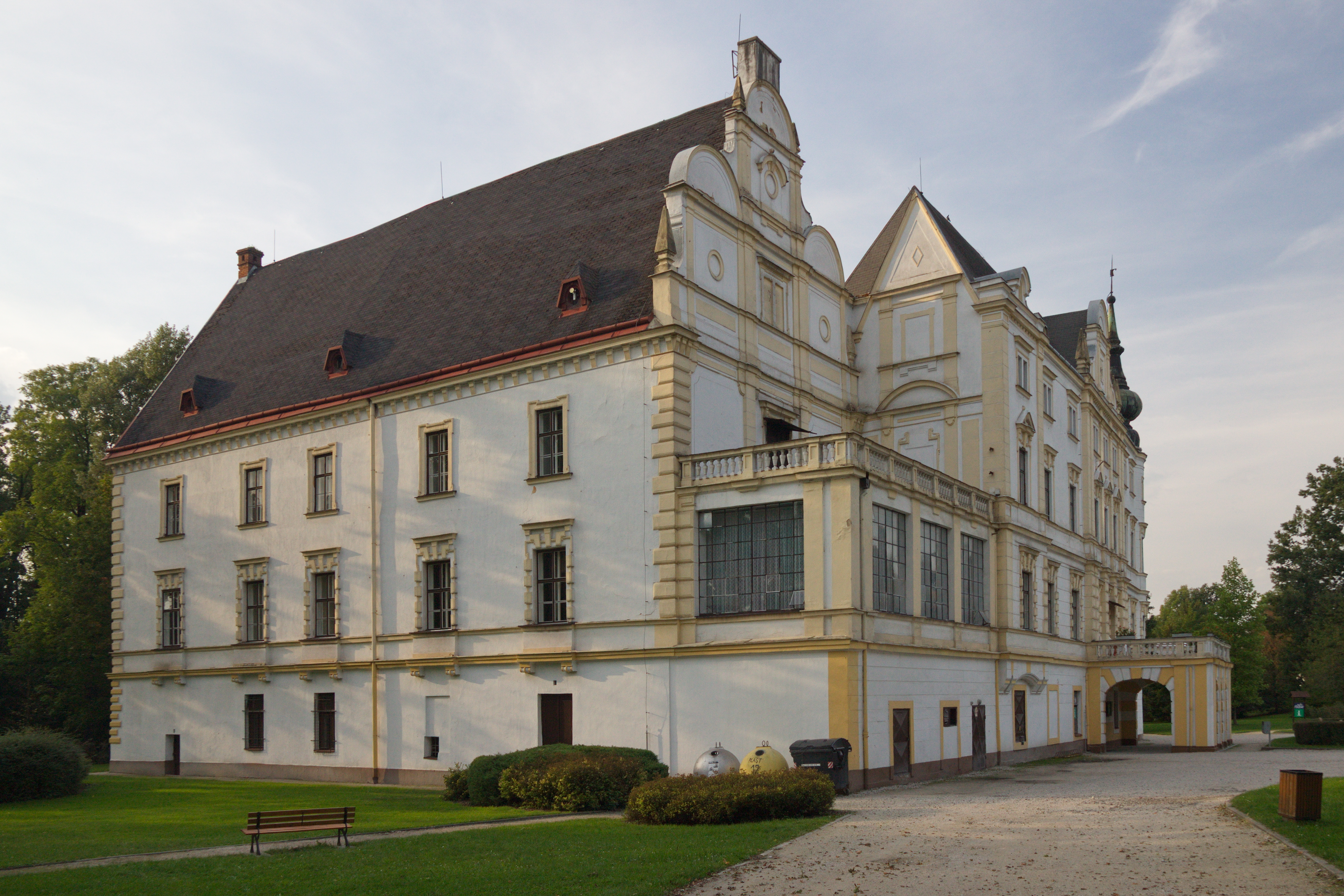
Château de Bartošovice.

## Administration
La commune se compose de deux quartiers :
- Bartošovice
- Hukovice

## Transports
Par la route, Bartošovice se trouve à 12 km de Příbor, à 12 km de Nový Jičín, à 34 km d'Ostrava et à 333 km de Prague.